# Brachynemurus versutus
Brachynemurus versutus is een insect uit de familie van de mierenleeuwen (Myrmeleontidae), die tot de orde netvleugeligen (Neuroptera) behoort. 
Brachynemurus versutus is voor het eerst wetenschappelijk beschreven door Walker in 1853.